# Аузония
Аузония (итал. Ausonia) — город в Италии, расположен в регионе Лацио, подчинён административному центру Фрозиноне (провинция).
Население составляет 2564 человек, плотность населения составляет 128 чел./км². Занимает площадь 20 км². Почтовый индекс — 3040. Телефонный код — 00776.
Покровителем города считается Архангел Михаил. Праздник города ежегодно празднуется 29 сентября.